# 3 mars 1982
Le mercredi 3 mars 1982 est le 62e jour de l'année 1982.

## Naissances
- Érika de Souza, basketteuse brésilienne
- Aida Nikolaychuk, musicienne ukrainienne
- Alejandro Alonso, footballeur argentin
- António Fernando Amaro Livramento, joueur de football portugais
- Antti Munukka, arbitre finlandais de football
- Brent Tate, joueur de rugby
- Colton Orr, joueur de hockey sur glace canadien
- Hamed Hamdan al-Bishi, athlète saoudien
- Iván Laszczik, joueur hongrois de volley-ball
- Jessica Biel, actrice américaine
- Jordan Stewart, joueur de football britannique
- Mercedes Masohn, actrice américaine
- Nicolas Portier, joueur de rugby français
- Tolu Ogunlesi, journaliste, photographe et écrivain nigérian

## Décès
- Édouard Rieunaud (né le 15 décembre 1904), personnalité politique française
- Alan Villiers (né le 23 septembre 1903), écrivain australien
- Charles-Emmanuel Dufourcq (né en 1914), historien médiéviste
- Georges Perec (né le 7 mars 1936), écrivain français
- Raymond Oliver Faulkner (né le 26 décembre 1894), égyptologue britannique
- Sepp Bradl (né le 8 janvier 1918), sauteur à ski autrichien

## Événements
- (Pérou) : le mouvement d'extrême gauche du Sentier lumineux investit une prison d'Ayacucho[1]. Le mouvement de développe.
- 3e cérémonie des Prix Génie
- Publication du recueil de nouvelles La Lumière du Nord, de Marcel Schneider